# Михайло Ричагов
Михайло Ричагов (ест. Mihhail Rõtšagov; нар. 12 листопада 1967, Таллінн) – естонський шахіст і шаховий тренер (Старший тренер ФІДЕ від 2011 року), гросмейстер від 1997 року.

## Шахова кар'єра
Від кінця 1980-х років належить до когорти провідних естонських шахістів. 1989 року завоював першу медаль чемпіонату країни (бронзову), ще в таких роках: 1992 (бронзова), 1994, 1995 і 1997 (срібні) та 2000 (золота). Між 1992 і 2002 роками шість разів виступав на шахових олімпіадах і двічі (1992, 1997) – на командних чемпіонатах Європи. 2000 року досягнув найбільшого успіху на міжнародній арені, завоювавши путівку на чемпіонат світу ФІДЕ, який відбувся за олімпійською системою в Нью-Делі (на тому турнірі в 1-му раунді поступився Етьєнові Бакро).
Неодноразово брав участь у міжнародних турнірах, досягнувши успіхів, зокрема, в таких містах, як:
- Куопіо (1995, поділив 1-ше місце разом з Олександром Шнейдером і Віктором Купоросовим),
- Зост (1996, поділив 1-ше місце разом з Олександром Войткевичем і Є Ронгуангом),
- Ювяскюля (1997, поділив 1-ше місце разом з Олександром Вейнгольдом, Яаном Ельвестом, Євгеном Соложенкіним і Атанасом Запольскісом),
- Стокгольм (1997, поділив 1-ше місце разом з Тарво Сееманом),
- Аскер (1997, поділив 1-ше місце разом з Петером Гейне Нільсеном і Ейнаром Геуселом),
- Гетеборг (1998, поділив 2-ге місце позаду Суне Берга Хансена, разом з Ейнаром Геуселом),
- Арко (1999, посів 1-ше місце),
- Тампере (1999, посів 1-ше місце),
- Рига (2004, поділив 2-ге місце позаду Едвінса Кеньгіса, разом з Ханнесом Стефанссоном та Ілмарсом Старостітсом)[4],
- Ювяскюля (2005, посів 1-ше місце),
- Таллінн (2006, меморіал Пауля Кереса, посів 1-ше місце).

Примітка: Список успіхів неповний (доповнити від 2007 року).
Найвищий рейтинг Ело в кар'єрі мав станом на 1 липня 1998 року, досягнувши 2565 очок займав тоді 3-тє місце серед естонських шахістів.

## Зміни рейтингу
| На цьому місці має відображатися графік чи діаграма, однак з технічних причин його відображення наразі вимкнено. Будь ласка, не видаляйте код, який викликає це повідомлення. Розробники вже працюють для того, щоби відновити штатне функціонування цього графіка або діаграми. | |
| | На цьому місці має відображатися графік чи діаграма, однак з технічних причин його відображення наразі вимкнено. Будь ласка, не видаляйте код, який викликає це повідомлення. Розробники вже працюють для того, щоби відновити штатне функціонування цього графіка або діаграми. |